# Потанин, Владимир Петрович
Влади́мир Петро́вич Пота́нин (13 января 1926, Владимирская губерния — 5 мая 1981, Москва) — советский металлург, директор Ульбинского металлургического завода (1961—1974), начальник Третьего Главного управления Министерства среднего машиностроения СССР (1974—1981), дважды лауреат Государственной премии СССР, заслуженный изобретатель Казахской ССР.

## Биография
Родился 13 января 1926 года, рос и учился в рабочем посёлке стекольного завода «Красный Октябрь» Ковровского уезда Владимирской губернии (ныне Ковровского района Владимирской области). В 1941 году ушёл на фронт отец Потанина, в 1943 году погибший на Курской дуге. Мать осталась одна с тремя детьми. В 1944 году Потанин окончил школу и поступил в Московский институт стали и сплавов (МИСиС), который успешно окончил в 1948 году.
После института Потанин был распределён на один из первых советских урановых заводов в город Глазов на Урале, в Удмуртии. За неполные десять лет прошёл путь от мастера до начальника цеха.
В 1959 году В. П. Потанина перевели заместителем главного инженера-начальника производственно-технического отдела на Ульбинский металлургический завод (УМЗ). В феврале 1961 года в возрасте 35 лет он назначен директором УМЗ — предприятия со сложнейшей технологической инфраструктурой, с более чем десятью тысячами сотрудников. За период его руководства на предприятии было создано и налажено много исторически важных технологий: в конце 1961 года были сданы в эксплуатацию мощности по производству медно-беррилиевой лигатуры и металлического бериллия, в 1962-м освоена дуговая выплавка тантала, в 1963-м начат промышленный выпуск тетрафторида урана из регенерированного топлива, в 1964-м был внедрён электронно-лучевой метод рафинирования тантала, в начале 1968-го были сданы в эксплуатацию мощности по изготовлению сердечников тепловыделяющих элементов из композита высокообогащённого урана и металлического беррилия для реакторов атомных подводных лодок, в 1970-м начали изготавливать сверхпроводники, в 1973-м начат выпуск низко обогащённых порошков диоксида урана, топливных таблеток для атомных электростанций. Все это позволило предприятию к концу 1980-х годов выпускать около 80 % от общих объёмов ядерного топлива, сделанных в СССР.
В. П. Потанин внёс большой вклад в развитие Усть-Каменогорска и области: строительство новых микрорайонов, объектов городской инфраструктуры, здравницы Голубой залив и пр.
Заочно окончив аспирантуру, В. П. Потанин защитил кандидатскую диссертацию.
В 1974 году Потанина перевели в Москву начальником Третьего главка Министерства среднего машиностроения СССР, где он руководил работами по созданию активных зон ядерных реакторов АЭС всего Советского Союза и стран социалистического содружества. При его непосредственном участии в короткие сроки разрабатывались и внедрялись уникальные технологии по изготовлению тепловыделяющих сборок, переработке продуктов из обогащённого урана, изделий для обороны, вводились в строй новые производства.
5 мая 1981 года в возрасте 55 лет Владимир Петрович Потанин умер от остановки сердца. Похоронен на Кунцевском кладбище в Москве.
С целью увековечить память выдающегося руководителя, инженера, изобретателя и человека, в мае 2000 года по инициативе работников УМЗ в Усть-Каменогорске появилась улица имени В. П. Потанина. В мае 2002 года начало этой улицы украсил мемориал, посвящённый Владимиру Петровичу. Также на УМЗ учреждена премия имени В. П. Потанина, являющаяся одной из высших заводских наград.

## Награды
- два ордена Ленина;
- орден Октябрьской революции;
- два ордена Трудового Красного Знамени;
- два ордена «Знак Почёта»;
- дважды лауреат Государственной премии СССР (за разработку и запуск технологии современного производства тантала; за создание сверхпроводящих материалов);
- заслуженный изобретатель Казахской ССР;